# Kebu Stewart
Pour les articles homonymes, voir Stewart.
Kebu Stewart, né le 19 décembre 1973 à Brooklyn dans l'État de New York, est un joueur américain de basket-ball. Il évolue au poste de pivot.

## Palmarès
- Joueur de l'année de la Big West Conference 1994
- Champion NCAA Division II 1997
- All-CBA First Team 2000
- Coupe de Russie 2003